# Cheryl Studer

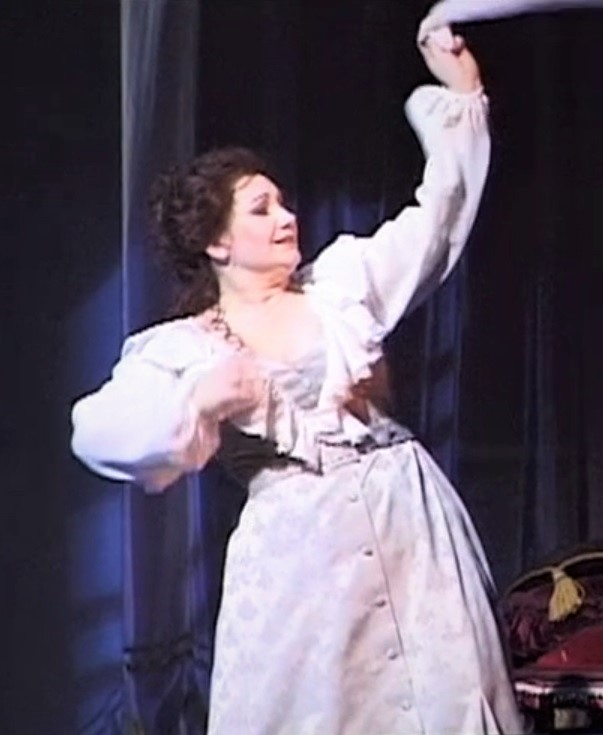
Cheryl Studer

Cheryl Studer, (nacida el 24 de octubre de 1955 en Midland, Míchigan) es una soprano estadounidense de destacada actuación en la década 1985-1995, de inusual versatilidad en repertorio italiano, francés y alemán, sobresalió como soprano lírico-dramática.
Fue la soprano más promocionada y grabada de ese período, con una vasta discografía. Destacó como Elisabeth en Tannhäuser y Elsa en Lohengrin, de Wagner, y como Salomé y La mujer sin sombra, de Richard Strauss.

## Trayectoria
De joven estudió piano y viola. A los doce años, después de escuchar el álbum "La Callas à Paris", decidió que quería ser cantante de ópera y comenzó lecciones de canto en su ciudad natal. Estudió en el Conservatorio de Oberlin, cerca de Cleveland, Ohio. Al trasladarse su familia a Tennessee, siguió sus estudios en la Universidad de Tennessee en Knoxville.
Llamó la atención de Leonard Bernstein, quien le ofreció una beca durante tres veranos en el Centro de Música Berkshire en Tanglewood (1975 a 1977), donde estudió con Phyllis Curtin. Debutó en el Festival de Tanglewood en 1976 con la Pasión según San Mateo de Bach con la Orquesta Sinfónica de Boston bajo la dirección de Seiji Ozawa, quien la invitó a una serie de conciertos con la BSO en el Symphony Hall durante la temporada 1978-1979.
En el verano de 1979, marchó al Instituto Schubert en Baden bei Wien, Austria, donde siguió un curso para estudiantes extranjeros del arte del Lied alemán.
Entre sus maestros ese verano estuvieron Irmgard Seefried, Brigitte Fassbaender y Hans Hotter. El gran barítono convenció a Cheryl Studer para que permaneciera en Europa el resto del año y estudiase con él en la Hochschule für Musik und darstellende Kunst en Viena.
Después de un año en Viena, y a petición de Hans Hotter, Cheryl Studer hizo una prueba para Wolfgang Sawallisch quien la contrató como miembro permanente de la Ópera Estatal de Baviera, donde estuvo durante dos temporadas consecutivas.
Al final de la temporada 1981-82, dejó Múnich y se unió al Teatro estatal de Darmstadt durante dos temporadas, antes de ir a Berlín para entrar a formar parte de la Deutsche Oper Berlin durante las temporadas 1984-85 y 1985-86.
Su primer gran papel fue Violetta en La Traviata como artista invitada del Teatro Estatal de Braunschweig en la primavera de 1983. Debutó en los Estados Unidos con el rol de Micaela (Carmen) en 1984 con la Ópera Lírica de Chicago.
Cantó en los principales teatros de ópera del mundo: Gran Teatro del Liceo, Barcelona (debutó en 1986 como Freia, Das Rheingold), Ópera de París (debutó ese mismo año como Pamina), Ópera de San Francisco (debutó en 1986 como Eva), Royal Opera House, Covent Garden (debutó en 1987 como Elisabeth), La Scala (debutó en 1987 como Donna Anna), Ópera Estatal de Viena (debutó en 1989 como Chrysothemis). Ese mismo año cantó en el Festival de Salzburgo el mismo papel.
En el Metropolitan Opera debutó en 1988 como Micaela de Carmen, regresó en 1990 como Donna Anna para Don Giovanni con Thomas Hampson y Elettra de Idomeneo con Anthony Rolfe-Johnson. Además de La Traviata en 1991 regresó para sus últimas actuaciones como la Mariscala en El caballero de la rosa de Richard Strauss luego de nueve años en la temporada 2000.
En el repertorio wagneriano, actuó en el Festival de Bayreuth entre 1985 y 1990, interpretando a Elisabeth en Tannhäuser bajo la dirección de Giuseppe Sinopoli, papel que alternó con el de Elsa en Lohengrin en la producción de Werner Herzog dirigida por Peter Schneider, interpretaciones ambas recogidas en DVD y en las que cosechó gran éxito. En 1995 protagonizó un desafortunado episodio en Madrid en la que iba a ser su primera actuación en la ciudad, abandonándola aludiendo a problemas gastrointestinales. Regresó en 1998 y 1999 como Senta en el El holandés errante, también bajo la batuta de Schneider y en 2000 sustituyó en una función a Waltraud Meier como Sieglinde en El Anillo del Nibelungo, de nuevo bajo la batuta de Sinopoli.
Debido al esfuerzo requerido ante tantos compromisos y una versatilidad estilística de tal magnitud, su voz comenzó a dar signos de fatiga vocal temprana. Su carrera internacional entró en abrupta declinación a partir del año 2000. En 1999 la Ópera Estatal de Baviera rescindió su contrato para cantar Der Freischütz argumentando que su voz no era la que había sido y la soprano demandó a la casa de ópera
Entre 2001-2005 asumió el rol de Sieglinde en Tokio y Pekín, cantando también Arabella en Zúrich.
En los últimos años prácticamente retirada de la escena internacional, aparece en conciertos y clases magistrales esporádicamente. Se desempeñó como profesora en Würzburg donde ha debutado como directora de escena en una producción de Ariadne auf Naxos.

## Repertorio
Su repertorio cubrió el de una soprano de enorme versatilidad: desde los papeles mozartianos de Reina de la Noche, Donna Anna, Elettra y Condesa Almaviva, hasta los wagnerianos de Sieglinde, Senta, Gutrune, Eva, Elisabeth o Elsa, desde la Mathilde de Rossini a la Lucia de Donizetti, desde las verdianas Odabella y Violetta a la Marguerite de Gounod y las grandes heroínas de Richard Strauss como Salome, Crysotemis, la Emperatriz de La mujer sin sombra, Arabella, Ariadne y la Mariscala de Der Rosenkavalier.
Llegó a abarcar un repertorio de más de 70 roles, aunque algunos de estos personajes sólo fueron grabados en estudio.
Además, ha cultivado el lied a través de recitales apareciendo igualmente como solista en concierto con diversas orquestas.

## Discografía selecta
Wagner
- El Anillo del Nibelungo (Ortlinde) / Janowski, Staatskapelle Dresden, 1980
- Las Hadas (Drolla) / Sawallisch, Ópera Estatal de Baviera, 1983
- Rienzi (Irene) / Sawallisch, Ópera Estatal de Baviera, 1983
- El Anillo del Nibelungo (Gutrune) / Levine, Metropolitan de Nueva York, 1988
- El Anillo del Nibelungo (Sieglinde) / Haitink, Ópera Sinfónica de la Radio de Baviera, 1988
- Tannhäuser (Elisabeth) / Sinopoli, Philharmonia Orchestra, 1988
- Tannhäuser (Elisabeth) / Sinopoli, Festival de Bayreuth, 1989 (DVD)
- Lohengrin (Elsa) / Schneider, Festival de Bayreuth, 1990 (DVD)
- El holandés errante (Senta) / Sinopoli, Deustche Oper de Berlín, 1991
- Lohengrin (Elsa) / Abbado, Staatsoper de Viena, 1991 (DVD)
- Los Maestros Cantores de Núremberg (Eva) / Sawallisch, Ópera Estatal de Baviera, 1993
- Wesendonck Lieder y Liebestod de Tristán e Isolda / Sinopoli, Staatskapelle Dresden, 1994

Richard Strauss
- La mujer sin sombra (Emperatriz) / Sawallisch, Orquesta Sinfónica de la Radio de Baviera, 1988
- Elektra (Chrysotemis) / Abbado, Staatsoper de Viena, 1989 (DVD)
- Elektra (Chrysotemis) / Sawallisch, Orquesta Sinfónica de la Radio de Baviera, 1990
- Salomé (Salomé) / Sinopoli, Deustche Oper de Berlín, 1990
- La mujer sin sombra (Emperatriz) / Solti, Staatsoper de Viena, 1992 (DVD)

Verdi
- Las vísperas sicilianas (Duquesa Elena) / Muti, Scala de Milán, 1989
- Attila (Odabella) / Muti, Scala de Milán, 1991 (DVD)
- La Traviata (Violetta) / Levine, Metropolitan de Nueva York, 1991
- Otello (Desdémona) / Chung, Ópera de París, 1993
- Rigoletto (Gilda) / Levine, Metropolitan de Nueva York, 1993
- Aida (Aida) / Downes, Covent Garden de Londres, 1994 (DVD)

Mozart
- La flauta mágica (Reina de la noche) / Marriner, Saint Martin-in-the-Fields, 1989
- Don Giovanni (Donna Anna) / Muti, Filarmónica de Viena, 1990
- El rapto del serrallo (Constanze) / Weil, Sinfónica de Viena, 1991
- Las bodas de fígaro (Condesa de Almaviva) / Abbado, Filarmónica de Viena, 1994

Rossini y Donizetti
- Guillermo Tell (Matilde) / Muti, Scala de Milán, 1988
- Lucia di Lammermoor (Miss Lucia) / Marin, Sinfónica de Londres, 1990
- Semiramide (Semiramide) / Marin, Sinfónica de Londres, 1992
- Il viaggio a Reims (Madama Cortese) / Abbado, Filarmónica de Berlín, 1992

Repertorio francés
- Los cuentos de Hoffmann] (Giuletta) / Tate, Staatskapelle Dresden, 1989
- Fausto (Margarita) / Plasson, Toulouse, 1991
- Herodiade (Salomé) / Plasson, Toulouse, 1994

Repertorio americano
- Susannah (Susannah) / Nagano, Lyon, 1994
- Samuel Barber, Complete Songs, con Thomas Hampson / Browning, Emerson String Quartet, 1994

Otros
- La viuda alegre, dirigida por John Eliot Gardiner (Hanna Glawari).
- Requiem Alemán dirigido por Claudio Abbado, 1992.
- Ludwig Spohr: Jessonda / Albrecht, Orquesta de la Radio de Berlín, 1984
- Franz Schubert: Fierrabrás (Florinda) / Abbado, Orquesta de Cámara de Europa, 1988